# Patterson, New York

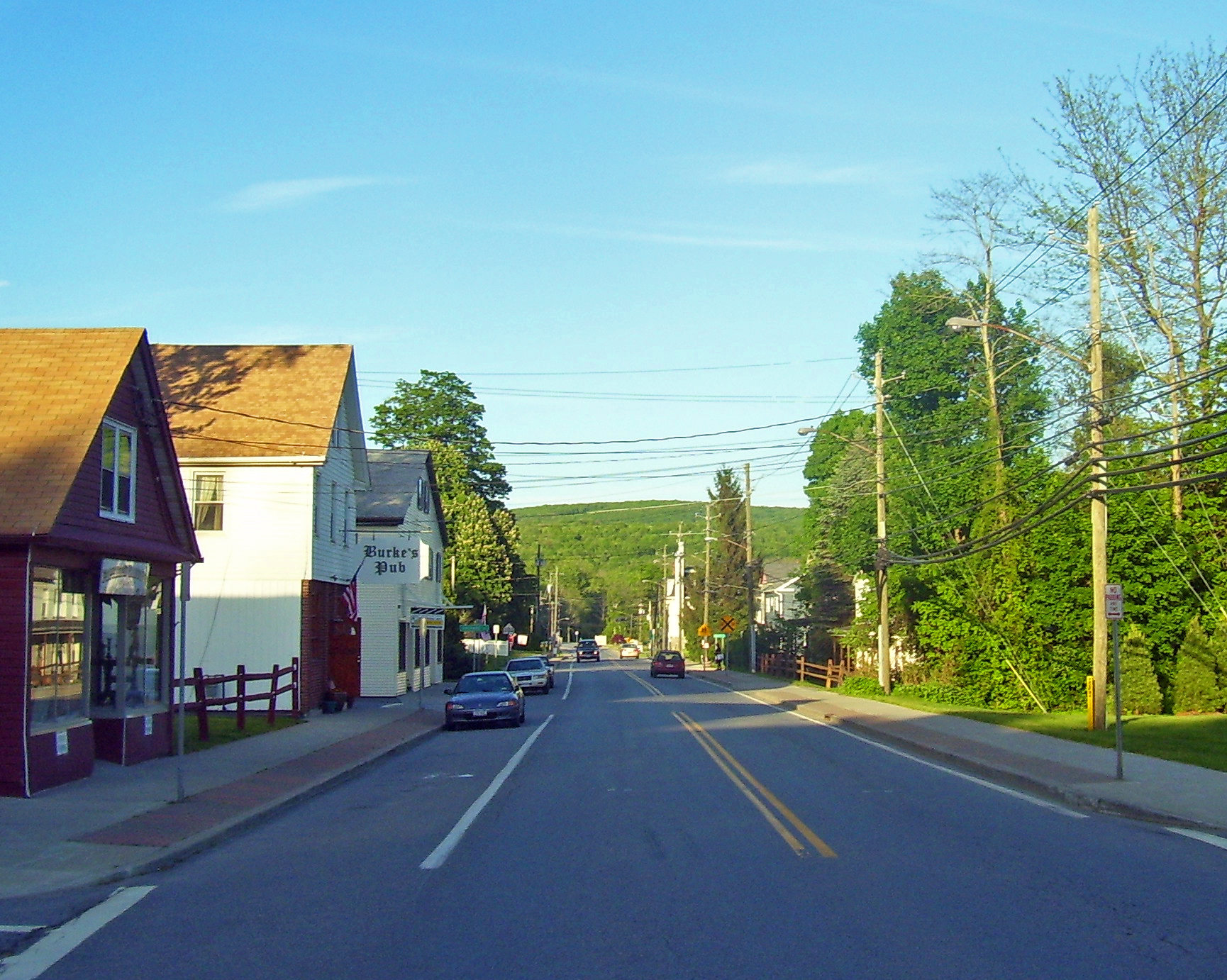
Pattersons centrum.

Patterson är en kommun (town) i Putnam County i delstaten New York i USA. Invånarantalet 2000 var 11 306. Kommunen har enligt United States Census Bureau en area på 85 km². 